# Reinhard Putz
Reinhard Putz (* 5. August 1942 in Innsbruck) ist ein österreichisch-deutscher Anatom und Hochschullehrer.

## Leben
Reinhard Putz besuchte die Lehrerbildungsanstalt und erwarb 1961 das Reifezeugnis für das Lehramt an Volksschulen. Nach dem Militärdienst studierte er Medizin an der Universität Innsbruck Medizin. 1968 erfolgte die Promotion und 1979 die Habilitation am Anatomischen Institut der Universität Innsbruck. Nach Gastprofessuren an den Universitäten Freiburg und München übernahm er 1982 den Lehrstuhl für Anatomie an der Universität Freiburg. 1989 folgte er einem Ruf an die Universität München als Vorstand der Anatomischen Anstalt (I). Von 2003 bis 2010 war Putz Prorektor bzw. erster Vizepräsident der LMU.
Putz wissenschaftliche Interessengebiete betreffen das muskuloskelettale System, insbesondere die Form-Funktions-Problematik der Gelenke. Ein besonderer Schwerpunkt befasste sich mit der Evolution der Wirbelsäule und ihre Anpassung an die Gegebenheiten des aufrechten Ganges. Großes Interesse schenkte er der klinischen Anatomie sowie der Hochschuldidaktik.
Putz war maßgeblich an der Munich-Harvard-Alliance beteiligt, aus der heraus das Medizinstudium an der LMU grundlegend reformiert wurde. Wichtigstes Anliegen war ihm die Etablierung und kontinuierliche Weiterentwicklung eines professionell organisierten Dozententrainings (Frauenchiemsee). Von seiner Funktion im Präsidium des Deutschen Medizinischen Fakultätentages aus war Putz mit einer Gruppe von  Kollegen weiterer Medizinischer Fakultäten an der Etablierung des berufsbegleitenden Masterstudienganges „Master of Medical Education“ beteiligt, der schließlich an der Universität Heidelberg eingerichtet worden ist.
Ab August 2009 war Putz Mitglied im Universitätsrat der Medizinischen Universität Innsbruck und vom 20. März 2013 bis 28. Februar 2018 dessen Vorsitzender.

## Auszeichnungen
- 1999 Mitglied Nationale Akademie der Wissenschaften Leopoldina (Halle)[1]
- 2002 Dr. h. c. der “Ovidius”-Universität Constanța/Rumänien
- 2004 Europäische Akademie für Wissenschaft und Kunst (Salzburg)
- 2005 Pauwels-Medaille der Deutschen Gesellschaft für Orthopädie
- 2006 Preis „Ars legendi“ für exzellente Hochschullehre der Deutschen Hochschulrektorenkonferenz
- 2008 Österreichisches Ehrenkreuz für Wissenschaft und Kunst I. Klasse
- 2009 Adolf-Schmidt-Medaille des Deutschen Medizinischen Fakultätentages
- 2012 Verdienstkreuz am Bande der Bundesrepublik Deutschland
- 2013 Wolfgang-Peisser-Medaille der Medizinischen Fakultät der Ludwig-Maximilians-Universität
- 2016 Anton-Waldeyer-Preis der Anatomischen Gesellschaft
- 2021 Verdienstkreuz des Landes Tirol